# Christophe Cocard
Christophe Cocard (Bernay, 23 de novembro de 1967) é um ex-futebolista profissional francês que atuava como meio-campo. 

## Carreira
Christophe Cocard representou o seu país na Euro 1992, teve grande nome no AJ Auxerre, onde fez carreira .